# پادگان الله اکبر
پادگان الله‌اکبر پادگان نظامی محل استقرار تیپ ۱۸۱ زرهی اسلام‌آباد غرب است، که در فاصله ۲ کیلومتری از غرب شهر اسلام‌آباد غرب، واقع در استان کرمانشاه قرار دارد و زیرمجموعه لشکر ۸۱ زرهی کرمانشاه نیروی زمینی ارتش می‌باشد و هر ماه پذیرای کارکنان وظیفه زیادی اعم از سرباز، درجه‌دار و افسر وظیفه از اقصی نقاط کشور است. در سال ۱۳۹۱ تیپ یک زرهی لشکر ۸۱ کرمانشاه به تیپ مستقل ۱۸۱ زرهی شهید سرلشکر سلیمی ارتقا یافت.

## اطلاعات کلیدی
نام: تیپ ۱۸۱ زرهی سرلشکر شهید برزو سلیمی

منطقه عملیاتی: غرب کشور

محدوده حضور در مناطق عملیاتی: از سومار تا نفت شهر
منطقه حضور در مرزبانی: قصرشیرین و سرپل ذهاب